# سرباز جهانی: روز حساب
سرباز جهانی: روز حساب (به انگلیسی: Universal Soldier: Day of Reckoning) همچنین به عنوان: سرباز جهانی ۴ نیز شناخته می‌شود، نام یک فیلم ویدئویی آمریکایی به کارگردانی و تدوین جان هیامز، در ژانر اکشن و علمی–تخیلی که در سال ۲۰۱۲ منتشر شد.  در این قسمت فیلم اسکات ادکینز نقش اصلی فیلم می‌باشد، و ژان کلود ون دام حضوری کوتاه دارد.

## داستان
در دنیایی که دیگر خبری از دولت کشورها نیست سربازان جهانی از بین افراد خودشان بهترین‌ها را انتخاب می‌کنند تا بقیه را در یک نبرد خطرناک فرماندهی کنند.

## مشروح داستان
مردی به نام جان در تخت بیمارستان به سر می‌برد و از کابوسی آشفته است که در آن مهاجمانی به خانه‌اش حمله می‌کنند، او را به‌شدت کتک می‌زنند و سپس رهبر آن‌ها همسر و فرزندش را به ضرب گلوله می‌کشد.
جان از کمای چندماهه بیدار می‌شود و درمی‌یابد که همسر و دخترش در جریان حمله به خانه به طرز فجیعی به قتل رسیده‌اند. مأمور اف‌بی‌آی، گورمن، از او بازجویی می‌کند و جان که هنوز دچار فراموشی است، کسی را که خانواده‌اش را کشته شناسایی می‌کند.
گورمن به جان می‌گوید که قاتل، لوک دوورو، یک «یونی‌سول» سابق است که اکنون تحت تعقیب قرار دارد. پس از ترک اتاق، گورمن به‌طور تلفنی دستور فعال‌سازی «لوله‌بازکن» را صادر می‌کند؛ مأموری خوابیده به نام مگنوس که یک یونی‌سول نسل جدیدِ کلون‌شده است.
مگنوس به یک فاحشه‌خانه می‌رود و کارکنان زن و بیشتر مشتریان مرد را که همگی توانایی بدنی خارق‌العاده دارند، قتل‌عام می‌کند؛ اما هیچ‌یک حریف او نمی‌شوند. آخرین حریفش، کلونی از یونی‌سول اندرو اسکات است که بر مگنوس غلبه می‌کند و با تزریق سرمی، او را از کنترل دولت رها می‌سازد.
سپس مگنوس به گروهی جدایی‌طلب معرفی می‌شود که دوورو و اسکات رهبری آن را بر عهده دارند. آن‌ها یونی‌سول‌های سرگردان را گرد می‌آورند تا آن‌ها را علیه دولت آمریکا بشورانند، با هدف نهایی برپایی نظمی نوین به رهبری یونی‌سول‌ها.
جان تماسی از فردی دریافت می‌کند که خود را دوستش، آیزاک، معرفی می‌کند و از او می‌خواهد ملاقات کنند. جان در خانهٔ آیزاک، جسد پوسیدهٔ او را می‌یابد و شواهدی از ارتباطش با برنامهٔ یونی‌سول می‌بیند. جعبه کبریتی جان را به یک باشگاه استریپ‌تیز هدایت می‌کند، جایی که یک استریپر به نام سارا او را می‌شناسد، اما جان چیزی به یاد نمی‌آورد.
مگنوس سرم اسکات را به جان تزریق می‌کند و جان دچار توهم‌هایی دربارهٔ دوورو می‌شود، اما اراده‌اش را از دست نمی‌دهد. او سارا را تا آپارتمانش دنبال می‌کند و دوباره توسط مگنوس مورد حمله قرار می‌گیرند. جان در این درگیری چند بند انگشتش را از دست می‌دهد اما موفق به فرار می‌شوند. سارا به او می‌گوید که به یاد دارد جان رانندهٔ کامیون بوده، در کلبه‌ای کنار رودخانه زندگی می‌کرده و با هم رابطه‌ای عاشقانه داشته‌اند.
جان که اکنون به خاطرات خود شک کرده، با گورمن دیدار می‌کند. او درمی‌یابد که دوورو اغلب در اسکله‌هایی دیده می‌شده که جان پیش‌تر از آن‌جا بار می‌برده است. جان به اسکله می‌رود و در آنجا با مدیر محلی، ران کاستلانوی، روبه‌رو می‌شود که ویدیویی از دوربین مخفی به او نشان می‌دهد که جان را در حال قتل وحشیانهٔ آیزاک ثبت کرده است.
در مسیر حرکت به سوی کلبه، مگنوس بار دیگر به جان و سارا حمله می‌کند. در این نبرد، جان درمی‌یابد که دارای قدرت بدنی و مهارت جنگی برتری است و سرانجام موفق به کشتن مگنوس می‌شود. همچنین درمی‌یابد که انگشتان قطع‌شده‌اش دوباره رشد کرده‌اند.
جان و سارا به کلبه می‌رسند، اما درمی‌یابند که شخصی شبیه به جان در آنجا زندگی می‌کند که ادعا می‌کند «جان اصلی» است. این همان «جان» است که سارا و کاستلانوی او را به یاد دارند، و کسی است که آیزاک را کشته.
جان اصلی تحت کنترل ذهنی قرار گرفته بوده تا دوورو را شکار کند، اما سپس به عنوان حمل‌کننده و آدم‌کش در خدمت سازمان دوورو درمی‌آید، تا زمانی که با سارا آشنا می‌شود و از آن گروه جدا می‌شود. او قصد کشتن سارا را دارد، اما توسط جان دیگر کشته می‌شود. جان اکنون به این شک می‌افتد که خود نیز یک یونی‌سول خوابیده باشد.
جان پس از فرستادن سارا، با یونی‌سولی سرکش در کنار رودخانه دیدار می‌کند که او را به مقر زیرزمینی مخفی جدایی‌طلبان می‌برد. در آنجا، دکتر سو، دانشمند پیشین برنامهٔ یونی‌سول از او استقبال می‌کند.
دکتر سو فاش می‌کند که جان تنها چند هفته پیش به‌طور مصنوعی ساخته شده و خانواده‌اش چیزی جز خاطرات کاشته‌شده نیستند. همچنین می‌گوید که محمولهٔ مفقودشده شامل سخت‌افزاری برای ساخت کلون توسط دوورو است.
جان پیشنهاد سو برای قطع جراحی پیوند احساسی‌اش با خاطرات ساختگی را می‌پذیرد، اما درد و وابستگی به آن خاطرات او را دیوانه می‌کند. او همهٔ یونی‌سول‌هایی را که بر سر راهش قرار می‌گیرند، نابود می‌کند و نهایتاً در نبردی یک‌به‌یک، اندرو اسکات را نیز می‌کشد.
جان سرانجام به دوورو می‌رسد؛ در نبرد میان آن دو، دوورو در نهایت دست بالا را پیدا می‌کند. اما با درک این‌که دولت تا مرگ جان از ساخت کلون‌های او دست نمی‌کشد، و با دیدن این جان به عنوان جانشینی شایسته، به او اجازه می‌دهد که او را بکشد.
مدتی بعد، جان دوباره با گورمن ملاقات می‌کند. گورمن به نقش خود در برنامهٔ یونی‌سول اعتراف می‌کند و می‌گوید که عمداً جان بی‌خبر را در مسیر دوورو قرار داده بود. او موفقیت جان را نه به میهن‌دوستی کاشته‌شده، بلکه به پیوند عاطفی‌اش با خانواده نسبت می‌دهد.
جان گورمن را می‌کشد. سپس کلونی از گورمن و سه یونی‌سول از ون جان خارج می‌شوند. کلون سوار ماشین گورمن می‌شود، که نشان می‌دهد جان فرایند کلون‌سازی را کامل کرده و رهبری گروه جدایی‌طلب را در دست گرفته و اکنون مصمم است به دولتی که منشأ دردهایش می‌داند، نفوذ کند.

## بازیگران
- ژان کلود ون دم در نقش لوک دوراکس
- دولف لاندگرن در نقش آند اسکات
- اسکات ادکینز در نقش جان
- ماریا بونر در نقش سارا
- آندری آرلوفسکی در نقش مگنوس
- تونی جارو
- کریگ والکر
- اندرو سیکینگ
- جیمز دامونت
- دیوید ینسن
- اودری پی. اسکات
- راس بلکو
- دان رودس
- سوزان منصور
- کریستوف فن وارنبرگ در نقش میلس
- سیگال دیامانت
- جولی اریکسون
- میشل جونز
- روی جونز، جونیور.